# قطعنامه ۳۰۰ شورای امنیت
قطعنامه ۳۰۰ شورای امنیت سازمان ملل متحد که در تاریخ ۱۲ اکتبر ۱۹۷۱ تصویب شد، سندی بین‌المللی دربارهٔ شکایت توسط زیمبابوه است. این قطعنامه طی نشست ۱٬۵۹۲ام
با ۱۵ موافق، ۰ مخالف و۰ ممتنع تصویب شد.